# Flaga stanowa Vermontu
Flaga stanowa Vermontu przedstawia sosnę, która jest tradycyjnym symbolem Nowej Anglii. Snopy zboża i krowa symbolizują rolniczy charakter stanu. Gałązki sosny upamiętniają fakt, że żołnierze Vermontu użyli ich w 1814 roku do kamuflażu w czasie bitwy pod Plattsburghiem.
Przyjęta 1 czerwca 1923 roku. Proporcje nieustalone.

## Historyczne flagi Vermontu

Flaga Republiki Vermontu 1777-1791, używana do 1804
Flaga stanowa Vermontu 1804-1837
Flaga stanowa Vermontu 1837-1923